# Planchonella sandwicensis
Planchonella sandwicensis är en tvåhjärtbladig växtart som först beskrevs av Asa Gray, och fick sitt nu gällande namn av Jean Baptiste Louis Pierre. Planchonella sandwicensis ingår i släktet Planchonella och familjen Sapotaceae.
Artens utbredningsområde är Hawaii. Inga underarter finns listade i Catalogue of Life.

## Bildgalleri

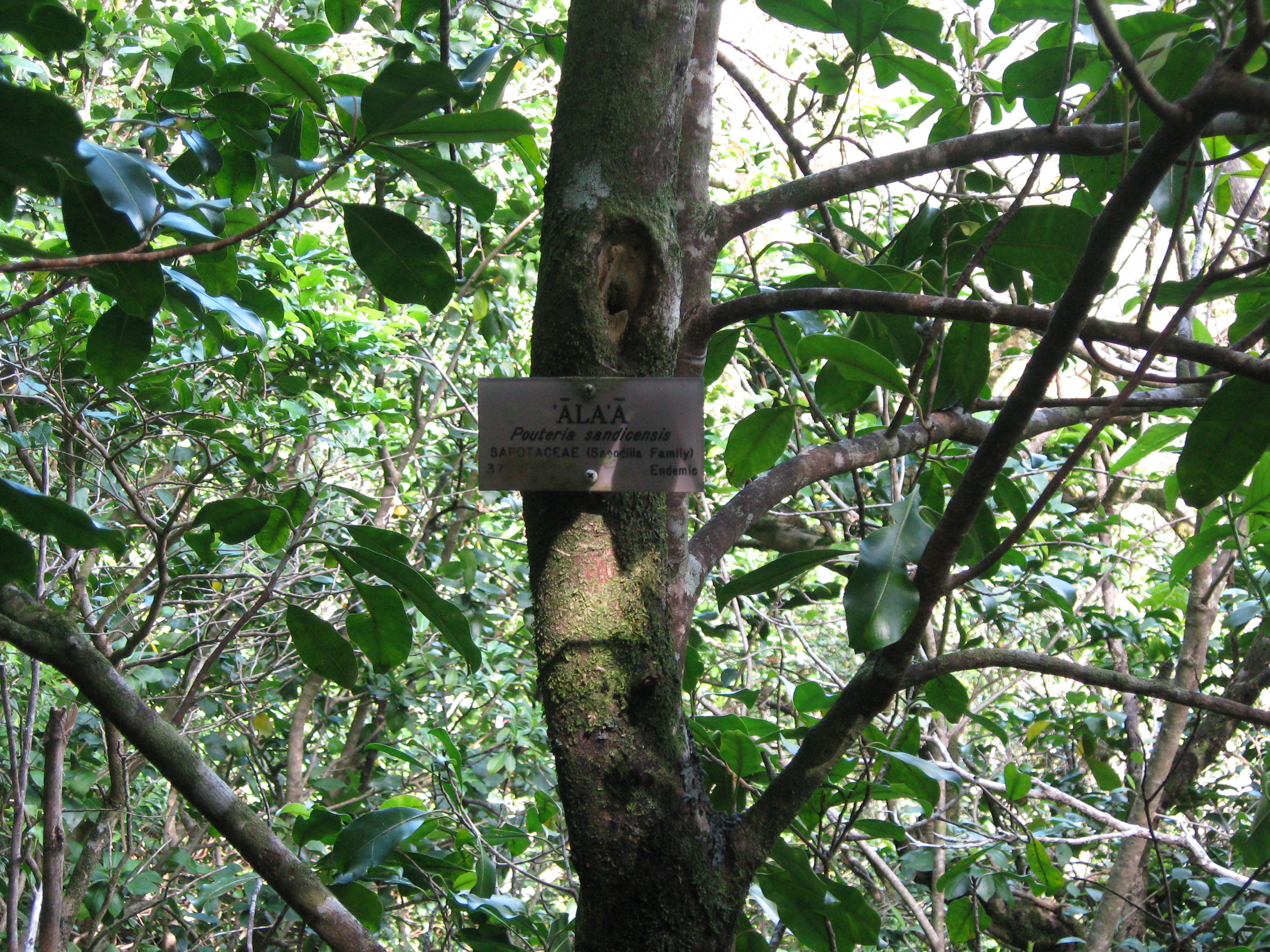
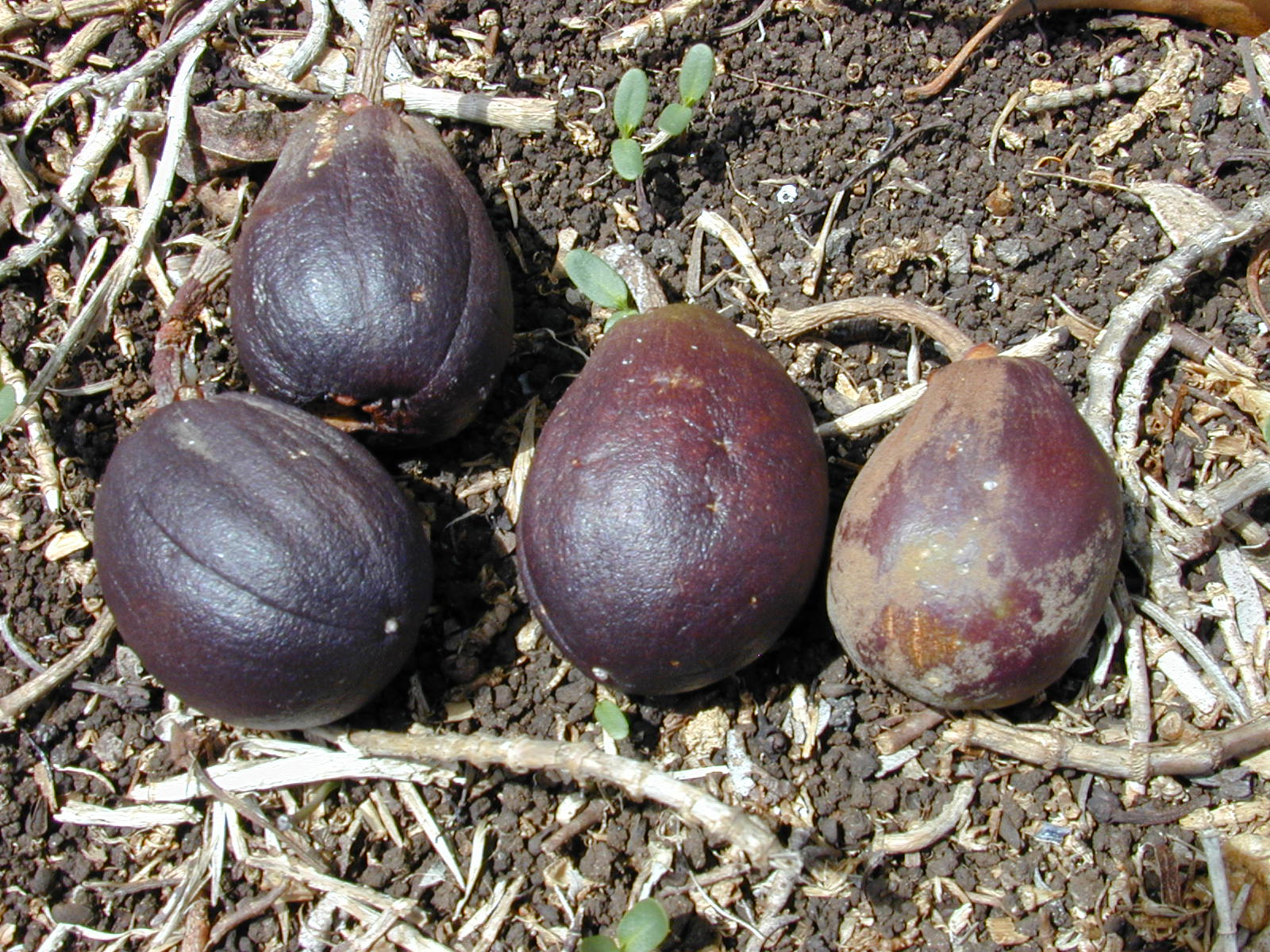
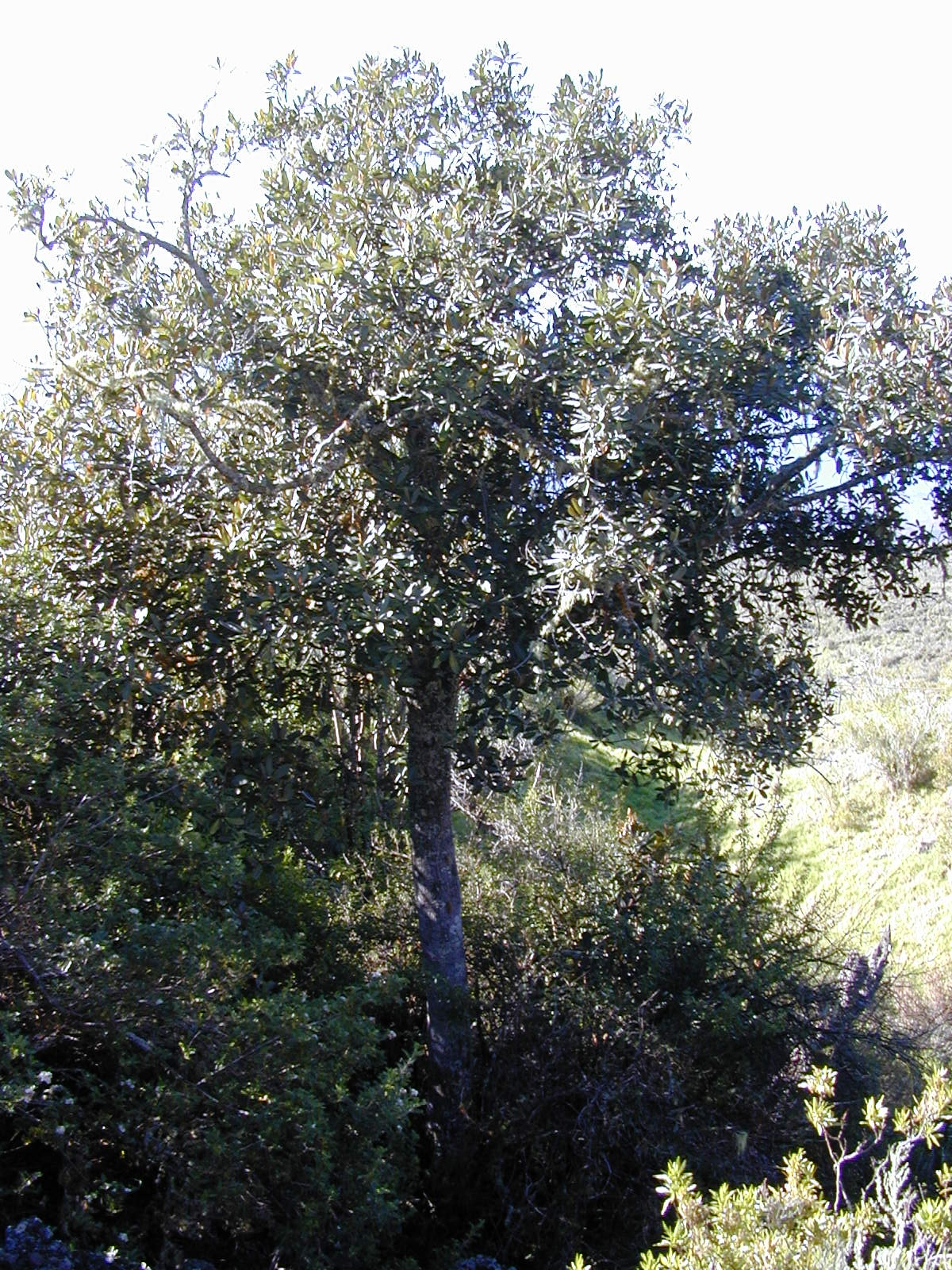
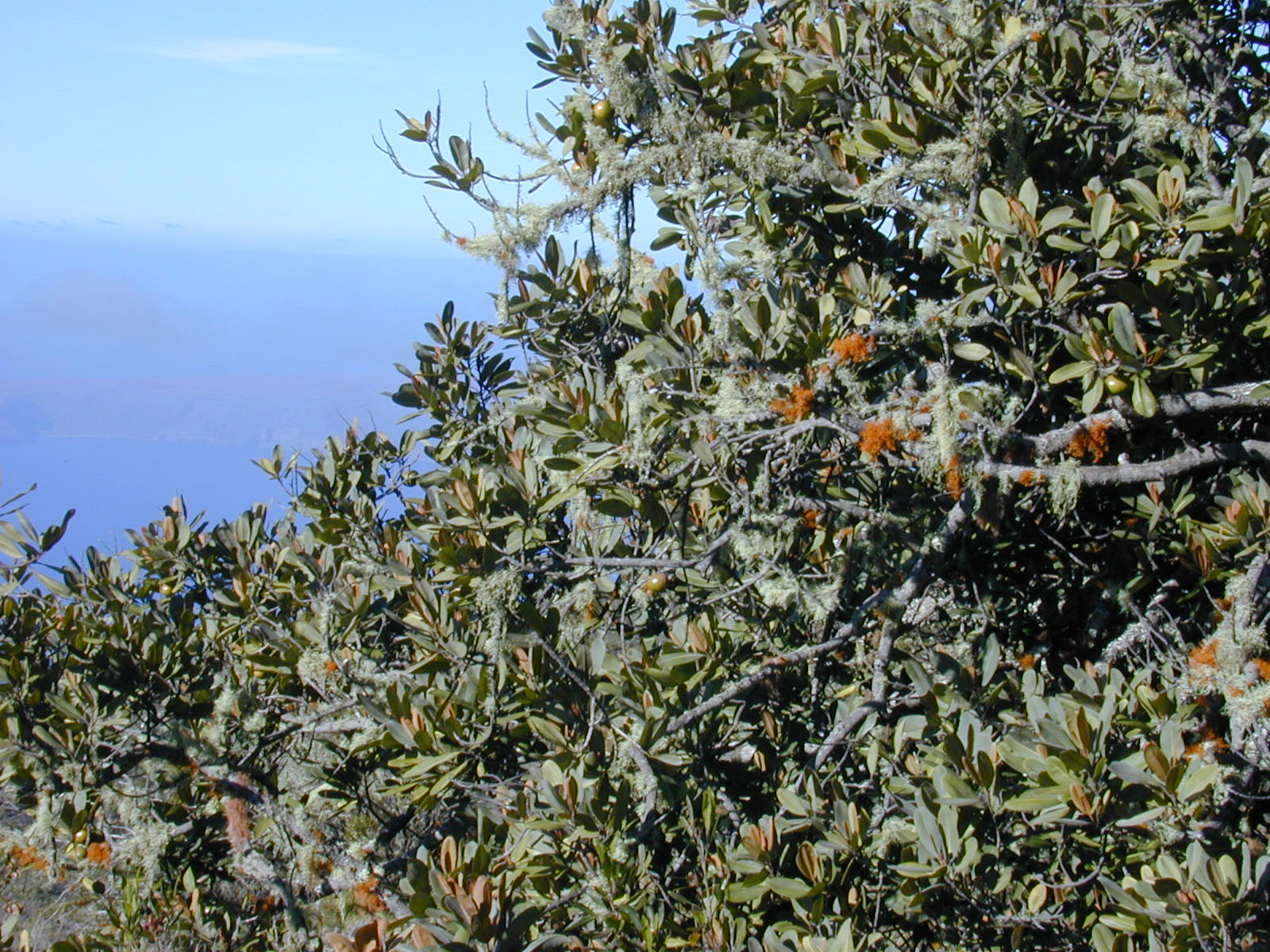
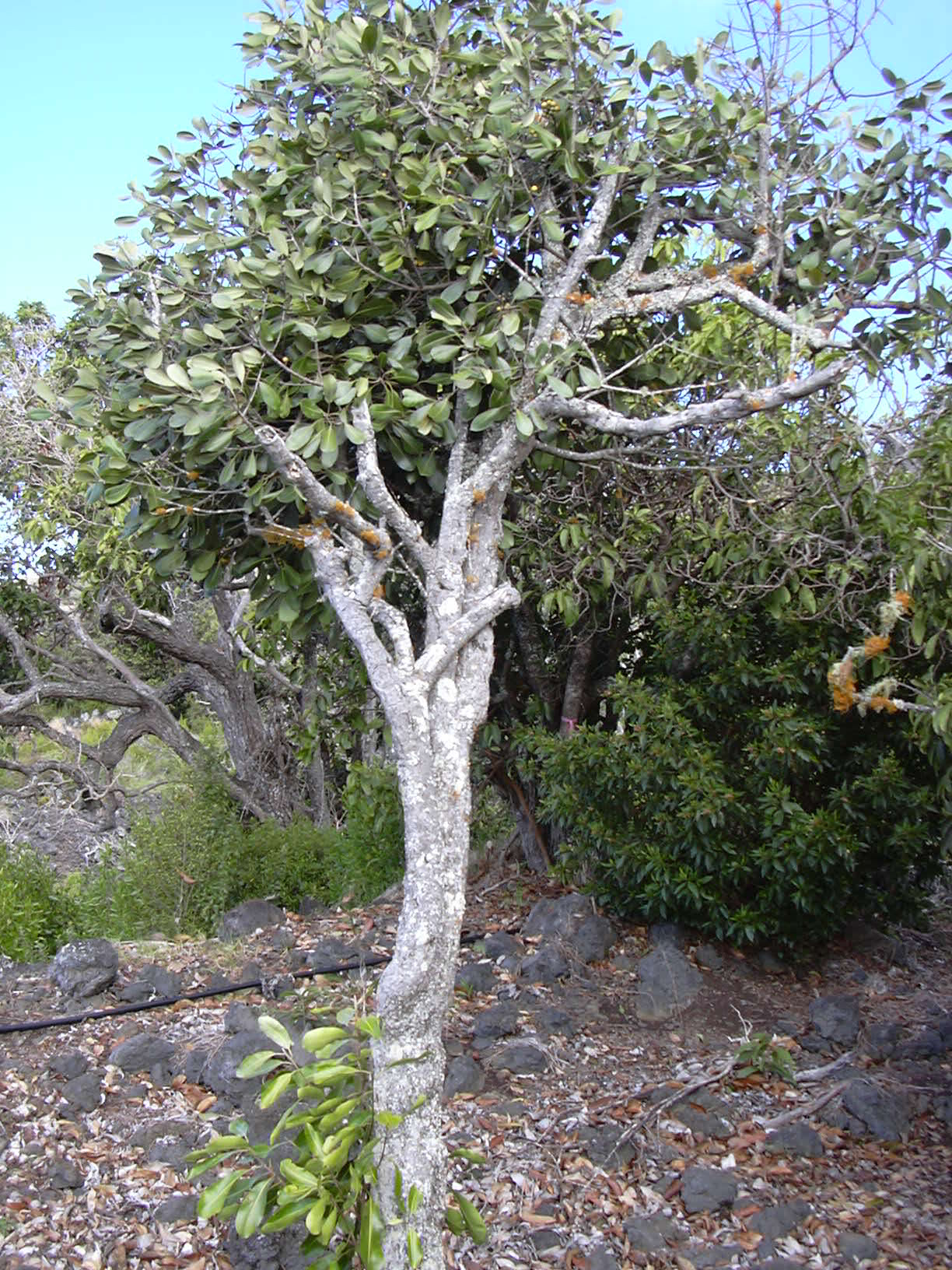
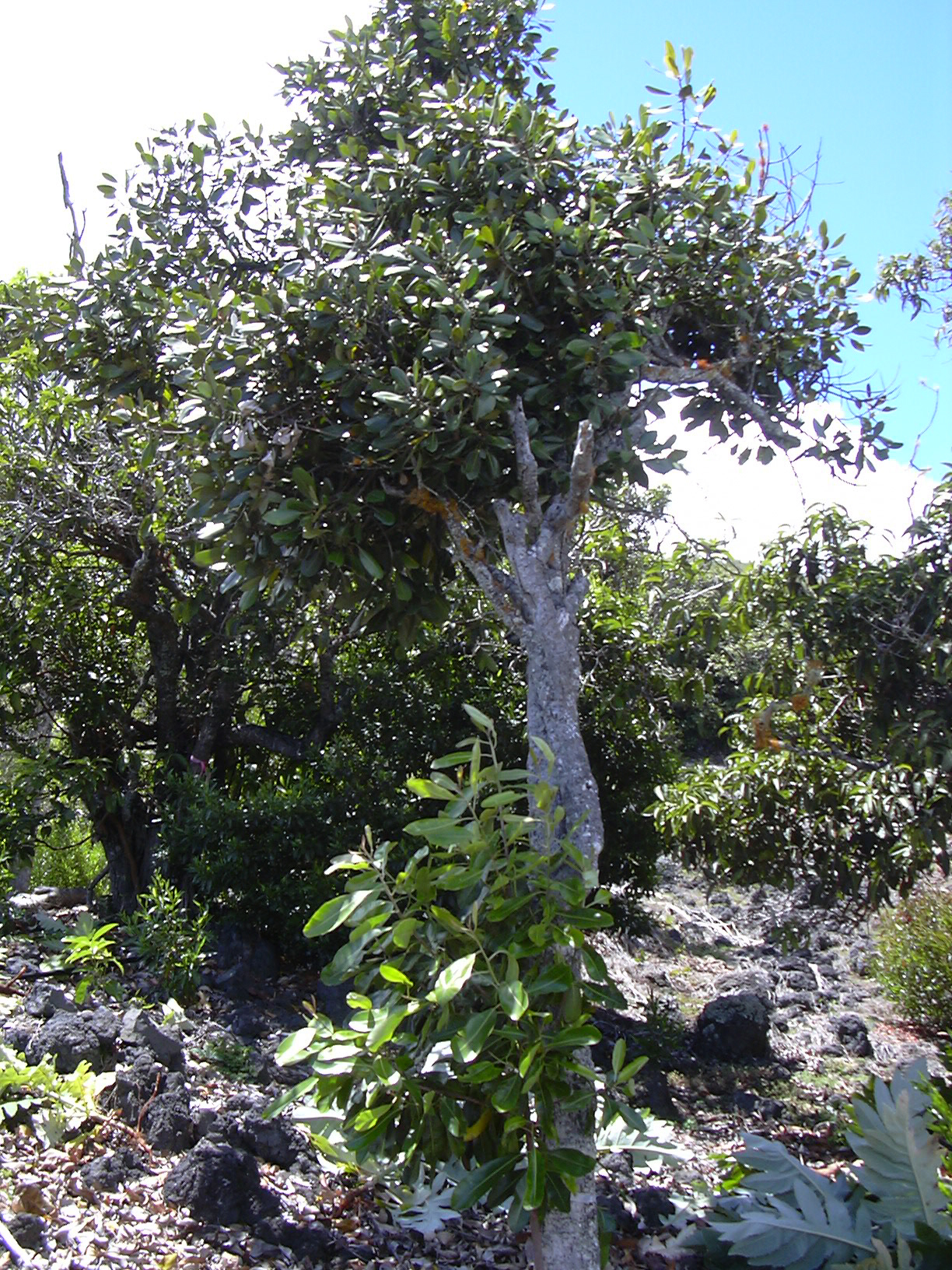